# Mecostibus rubripes
Mecostibus rubripes är en insektsart som beskrevs av Vitaly Michailovitsh Dirsh 1957. Mecostibus rubripes ingår i släktet Mecostibus och familjen Lentulidae. Inga underarter finns listade i Catalogue of Life.